# Liste in den Philippinen vorhandener Dampflokomotiven
Dies ist eine Liste erhaltener Dampflokomotiven auf dem Gebiet der Philippinen.

## Lokomotiven mit 1067 mm Spurweite
| Bild | Nummer oder Name             | Bauart / Achsfolge | Hersteller                        | Fabrik-nr. | Baujahr | Historie | Eigentümer / Betreiber / Strecke | Standort                          | Bemerkungen |
| ---- | ---------------------------- | ------------------ | --------------------------------- | ---------- | ------- | -------- | -------------------------------- | --------------------------------- | ----------- |
|      | Sugar No. ?                  | C                  | Baldwin Locomotive Works          | 36230      | 1911    |          |                                  | 4km N of Bacolod                  | [ 1 ]       |
|      | Calamba Sugar No. 4          | C1                 | ALCO (Cooke)                      | 57583      | 1917    |          | Calamba Sugar Estate Emma Class  | Calamba Sugar Estate              | [ 2 ]       |
|      | Calamba Sugar No. 5          | C1                 | Baldwin Locomotive Works          | 57798      | 1924    |          | Calamba Sugar Estate Emma Class  | Calamba Sugar Estate              | [ 3 ]       |
|      | Manila RR No. 17 'Urdaneta'  | C1                 | Dubs & Co.                        | 2577       | 1890    |          | Manilla Railroad 16 Class        | Dagupan Railway Museum            | [ 4 ]       |
|      | Sugar No. 8                  | C’C                | Baldwin Locomotive Works          | 46530      | 1917    |          |                                  | Pampanga Sugar Mill (PASUMIL)     | [ 5 ]       |
|      | Pampanga Sugar Dev. Co No. 2 | 1’C                | Baldwin Locomotive Works          | 60506      | 1928    |          | Manilla Railroad 2 Class         | River Banks Commercial Center     | [ 6 ]       |
|      | Manila RR No. 'Cabanatuan'   | C                  | Kerr Stuart & Co (Stoke on Trent) | 777        | 1905    |          |                                  | PNR Headquarters, Tutuban Station | [ 7 ]       |
|      | Manila RR No. 'Dagupan'      | C                  | Kerr Stuart & Co (Stoke on Trent) | 1021       | 1907    |          |                                  | PNR Headquarters, Tutuban Station | [ 8 ]       |
|      | Insular Lumber No. 8         | Shay 2 Truck       | Lima Locomotive Works             | 3309       | 1927    |          |                                  | Sagay Central Mill                | [ 9 ]       |
|      | Insular Lumber No. 4         | Shay 2 Truck       | Lima Locomotive Works             | 3274       | 1924    |          |                                  | Sagay Central Mill                | [ 10 ]      |
|      | Insular Lumber No. 7         | C’C                | Baldwin Locomotive Works          | 58239      | 1925    |          |                                  | Sagay City Tourist Office         | [ 11 ]      |
|      | Sugar (PNR) No. 79           | C1                 | North British Locomotive Co.      | 18401      | 1908    |          | Manilla Railroad 71 Class        | Pampanga Sugar Development Corp.  | [ 12 ]      |
|      | Pampanga Sugar Dev. Co No. 3 | 1'C                | Baldwin Locomotive Works          | 60507      | 1928    |          | Manilla Railroad 2 Class         | Pampanga Sugar Development Corp.  | [ 13 ]      |
|      | Tarlac Sugar No. 12          | 1'C                | Henschel & Sohn (Kassel)          | 20921      | 1927    |          |                                  | Central Azucarera De Tarlac       | [ 14 ]      |
|      | Tarlac Sugar No. 9           | C                  | Baldwin Locomotive Works          | 60248      | 1927    |          |                                  | Central Azucarera De Tarlac       | [ 15 ]      |
|      | Tarlac Sugar No. 10          | C                  | Baldwin Locomotive Works          | 60249      | 1927    |          |                                  | Central Azucarera De Tarlac       | [ 16 ]      |
|      | Tarlac Sugar No. 11          | 1'C                | Henschel & Sohn (Kassel)          | 20920      | 1927    |          |                                  | Hacienda Luisita Train Relic      | [ 17 ]      |
|      | Tarlac Sugar No. 12          | C                  | Henschel & Sohn (Kassel)          | 21646      | 1929    |          |                                  | Central Azucarera De Tarlac       | [ 18 ]      |
|      | Tarlac Sugar No. 13          | 1'C                | Henschel & Sohn (Kassel)          | 20923      | 1927    |          |                                  | Central Azucarera De Tarlac       | [ 19 ]      |
|      | Tarlac Sugar No. 8           | C                  | Baldwin Locomotive Works          | 60247      | 1927    |          |                                  | Central Azucarera De Tarlac       | [ 20 ]      |

## Lokomotiven mit 914 mm Spurweite
| Bild | Nummer oder Name                        | Bauart / Achsfolge | Hersteller                       | Fabrik-nr. | Baujahr | Historie | Eigentümer / Betreiber / Strecke | Standort                           | Bemerkungen |
| ---- | --------------------------------------- | ------------------ | -------------------------------- | ---------- | ------- | -------- | -------------------------------- | ---------------------------------- | ----------- |
|      | Bacolod No. 1                           | 1’C                | ALCO                             | 65334      | 1923    |          |                                  | Bacolod Murcia Sugar Farmers Corp. | [ 21 ]      |
|      | La Carlotta No. 108                     | C                  | Baldwin Locomotive Works         | 52937      | 1920    |          |                                  | Panaad Park and Stadium            | [ 22 ]      |
|      | Bacolod No. 7 (6)                       | C                  | Vulcan Iron Works (Wilkes-Barre) |            |         |          |                                  | Bacolod Murcia Sugar Farmers Corp. | [ 23 ]      |
|      | Sugar No. 8                             | C                  | Baldwin Locomotive Works         | 60251      | 1927    |          |                                  | Central Azucarera de Bais          | [ 24 ]      |
|      | Sugar No. 6                             | C                  | Baldwin Locomotive Works         | 58780      | 1925    |          |                                  | Central Azucarera de Bais          | [ 25 ]      |
|      | Central Azucarera de Bais No. 7         | C                  | Baldwin Locomotive Works         | 58779      | 1925    |          |                                  | Central Azucarera de Bais          | [ 26 ]      |
|      | Sugar No. 6                             | 1’C1’              | Baldwin Locomotive Works         | 579        | 1924    |          |                                  | Binalbagan Isabela Sugar Co.       | [ 27 ]      |
|      | Sugar No. 28                            | B                  | Davenport Locomotive Works       | 2168       | 1929    |          |                                  | Binalbagan Isabela Sugar Co.       | [ 28 ]      |
|      | Sugar No. 3                             | C1                 | Fowler                           | 18500      | 1929    |          |                                  | Bogo Modellin Milling Co.          | [ 29 ]      |
|      | Sugar No. 4                             | C                  | Fowler                           | 18501      | 1929    |          |                                  | Bogo Modellin Milling Co.          | [ 30 ]      |
|      | Panay Railways No. 888                  | 1'C                | Alco                             | 65334      | 1923    |          |                                  | Plaza Libertad                     | [ 31 ]      |
|      | Ma Ao No. 6                             | C1                 | Baldwin Locomotive Works         |            | 1920    |          |                                  | Ma Ao Sugar Mill                   | [ 32 ]      |
|      | Ma Ao No. 5                             | 1’C                | ALCO                             | 65930      | 1924    |          |                                  | Ma Ao Sugar Mill                   | [ 33 ]      |
|      | LaCarlotta (MSC) No. 4                  | B                  | H.K. Porter                      | 4747       | 1910    |          |                                  | Central Azucarera De La Carlota    | [ 34 ]      |
|      | Ma Ao(MSC) No. 4                        | 1’C                | ALCO                             | 63140      | 1921    |          |                                  | Ma Ao Sugar Mill                   | [ 35 ]      |
|      | LaCarlotta (Ma Ao) No. 109 (3)          | 1'C                | ALCO (Cooke)                     | 63142      | 1921    |          |                                  | Central Azucarera De La Carlota    | [ 36 ]      |
|      | LaCarlotta (Ma Ao) No. 110              | 1'C                | ALCO (Cooke)                     | 63140      | 1921    |          |                                  | Central Azucarera De La Carlota    | [ 37 ]      |
|      | Ma Ao No. 9                             | C                  | Baldwin Locomotive Works         | 57973      | 1924    |          |                                  | Ma Ao Sugar Mill                   | [ 38 ]      |
|      | LaCarlotta No. ?                        | B                  | ?                                |            |         |          |                                  | Central Azucarera De La Carlota    | [ 39 ]      |
|      | Ma Ao No. ?                             | C1                 | Baldwin Locomotive Works         |            | 1920    |          |                                  | Ma Ao Sugar Mill                   | [ 40 ]      |
|      | LaCarlotta No. 100                      | C                  | Baldwin Locomotive Works         | 52436      | 1919    |          |                                  | Central Azucarera De La Carlota    | [ 41 ]      |
|      | LaCarlotta No. 101                      | C                  | Baldwin Locomotive Works         | 53536      | 1920    |          |                                  | Central Azucarera De La Carlota    | [ 42 ]      |
|      | LaCarlotta No. 102                      | C                  | Baldwin Locomotive Works         | 58490      | 1925    |          |                                  | Central Azucarera De La Carlota    | [ 43 ]      |
|      | LaCarlotta No. 103                      | C                  | Baldwin Locomotive Works         | 59268      | 1926    |          |                                  | Central Azucarera De La Carlota    | [ 44 ]      |
|      | LaCarlotta No. 104                      | C                  | Baldwin Locomotive Works         | 53075      | 1920    |          |                                  | Central Azucarera De La Carlota    | [ 45 ]      |
|      | LaCarlotta No. 105                      | C1                 | Baldwin Locomotive Works         | 987        | 1931    |          |                                  | Guerrea Street                     | [ 46 ]      |
|      | LaCarlotta No. 106                      | C                  | Baldwin Locomotive Works         | 53181      | 1920    |          |                                  | Central Azucarera De La Carlota    | [ 47 ]      |
|      | LaCarlotta (MSC) No. 107                | C                  | Baldwin Locomotive Works         | 37810      | 1912    |          |                                  | Central Azucarera De La Carlota    | [ 48 ]      |
|      | San Carlos No. 5                        | C                  | Baldwin Locomotive Works         | 53702      | 1926    |          |                                  | San Carlos Milling                 | [ 49 ]      |
|      | San Carlos No. 1                        | C                  | Baldwin Locomotive Works         | 38639      | 1912    |          |                                  | San Carlos Milling                 | [ 50 ]      |
|      | San Carlos No. 2                        | C                  | Baldwin Locomotive Works         | 38640      | 1912    |          |                                  | San Carlos Milling                 | [ 51 ]      |
|      | San Carlos No. 3                        | C                  | Baldwin Locomotive Works         | 38641      | 1912    |          |                                  | San Carlos Milling                 | [ 52 ]      |
|      | San Carlos No. 4                        | C                  | Baldwin Locomotive Works         | 43719      | 1916    |          |                                  | San Carlos Milling                 | [ 53 ]      |
|      | San Carlos No. 8                        | C                  | Henschel & Sohn (Kassel)         | 25745      | 1953    |          |                                  | San Carlos Milling                 | [ 54 ]      |
|      | San Carlos No. 7                        | C                  | Henschel & Sohn (Kassel)         | 25744      | 1953    |          |                                  | San Carlos Milling                 | [ 55 ]      |
|      | Sugar No. 7                             | D                  | Henschel & Sohn (Kassel)         | 22088      | 1931    |          |                                  | Danao Development Corp.            | [ 56 ]      |
|      | Sugar No. 6                             | D                  | Henschel & Sohn (Kassel)         | 22087      | 1931    |          |                                  | Danao Development Corp.            | [ 57 ]      |
|      | Sugar No. ?                             | C                  | Vulcan Iron Works (Wilkes-Barre) |            |         |          |                                  | Danao Development Corp.            | [ 58 ]      |
|      | Sugar No. 9                             | C                  | Henschel & Sohn (Kassel)         | 19684      | 1923    |          |                                  | Danao Development Corp.            | [ 59 ]      |
|      | LaCarlotta No. 6                        | B                  | Davenport Locomotive Works       | 1859       | 1921    |          |                                  | Sunshine View Hotel                | [ 60 ]      |
|      | Lopez Sugar (Insular Lumber) No. 7 (10) | Shay 3 Truck       | Lima Locomotive Works            | 3264       | 1924    |          |                                  | Lopez Sugar Central Mill           | [ 61 ]      |
|      | Lopez Sugar (Insular Lumber) No. 5 (9)  | Shay 3 Truck       | Lima Locomotive Works            |            |         |          |                                  | Lopez Sugar Central Mill           | [ 62 ]      |
|      | HP No. 5                                | C                  | Baldwin Locomotive Works         | 52866      | 1920    |          |                                  | Hawaii Philippines Sugar Co, Silay | [ 63 ]      |
|      | HP No. 6                                | C                  | Baldwin Locomotive Works         | 52867      | 1920    |          |                                  | Hawaii Philippines Sugar Co, Silay | [ 64 ]      |
|      | HP No. 7                                | C                  | Baldwin Locomotive Works         | 60677      | 1928    |          |                                  | Hawaii Philippines Sugar Co, Silay | [ 65 ]      |
|      | HP No. 1                                | C                  | Henschel & Sohn (Kassel)         | 21646      | 1929    |          |                                  | Hawaii Philippines Sugar Co, Silay | [ 66 ]      |
|      | HP No. 4                                | C                  | Baldwin Locomotive Works         | 52865      | 1920    |          |                                  | Hawaii Philippines Sugar Co, Silay | [ 67 ]      |
|      | HP No. 3                                | C                  | Baldwin Locomotive Works         | 52864      | 1920    |          |                                  | Hawaii Philippines Sugar Co, Silay | [ 68 ]      |
|      | Sugar No. 3                             | C                  | Vulcan Iron Works (Wilkes-Barre) | 2953       | 1919    |          |                                  | Talisay-Silay Mill                 | [ 69 ]      |
|      | Sugar No. 5                             | C                  | Vulcan Iron Works (Wilkes-Barre) | 2952       | 1919    |          |                                  | Talisay-Silay Mill                 | [ 70 ]      |
|      | Sugar No. 4                             | C                  | Vulcan Iron Works (Wilkes-Barre) | 2951       | 1919    |          |                                  | Talisay-Silay Mill                 | [ 71 ]      |

## Lokomotiven mit 610 mm Spurweite
| Bild | Nummer oder Name | Bauart / Achsfolge | Hersteller               | Fabrik-nr. | Baujahr | Historie | Eigentümer / Betreiber / Strecke | Standort             | Bemerkungen |
| ---- | ---------------- | ------------------ | ------------------------ | ---------- | ------- | -------- | -------------------------------- | -------------------- | ----------- |
|      | VMC No. 13B      | D                  | Baldwin Locomotive Works | 58473      | 1925    |          |                                  | Victorias Sugar Mill | [ 72 ]      |
|      | VMC No. 2H       | D                  | Henschel & Sohn (Kassel) | 20416      | 1924    |          |                                  | Victorias Sugar Mill | [ 73 ]      |
|      | VMC No. 3H       | D                  | Henschel & Sohn (Kassel) | 20660      | 1926    |          |                                  | Victorias Sugar Mill | [ 74 ]      |
|      | VMC No. 4H       | D                  | Henschel & Sohn (Kassel) | 20661      | 1926    |          |                                  | Victorias Sugar Mill | [ 75 ]      |
|      | VMC No. 5H       | D                  | Henschel & Sohn (Kassel) | 21252      | 1928    |          |                                  | Victorias Sugar Mill | [ 76 ]      |
|      | VMC No. 7H       | D                  | Henschel & Sohn (Kassel) | 23149      | 1937    |          |                                  | Victorias Sugar Mill | [ 77 ]      |
|      | VMC No. 8H       | D                  | Henschel & Sohn (Kassel) | 21730      | 1930    |          |                                  | Victorias Sugar Mill | [ 78 ]      |
|      | Don Pedro No. 1  | D                  | Henschel & Sohn (Kassel) | 22082      | 1931    |          |                                  | Don Pedro Sugar      | [ 79 ]      |
|      | Don Pedro No. 8  | C                  | Henschel & Sohn (Kassel) | 21455      | 1929    |          |                                  | Plaza de Roxas       | [ 80 ]      |

## Lokomotiven mit 600 mm Spurweite
| Bild | Nummer oder Name | Bauart / Achsfolge | Hersteller               | Fabrik-nr. | Baujahr | Historie | Eigentümer / Betreiber / Strecke | Standort                               | Bemerkungen |
| ---- | ---------------- | ------------------ | ------------------------ | ---------- | ------- | -------- | -------------------------------- | -------------------------------------- | ----------- |
|      | Sugar No. ?      | C                  | Henschel & Sohn (Kassel) | 19580      | 1922    |          |                                  | Asturias Sugar Central Inc.            | [ 81 ]      |
|      | VMC No. 2H (4)   | D                  | Henschel & Sohn (Kassel) | 22149      | 1932    |          |                                  | Marikit Park (Youth & Children's Park) | [ 82 ]      |